# Scappa Bouc, scappa!
Scappa Bouc, scappa! è un romanzo del 1975 dell'autrice italiana Carmen Pettoello Morrone.
Il libro ha vinto il Premio Olga Visentini di letteratura per ragazzi ed è stato pubblicato in Francia nel 1989 dalle edizioni Hachette col titolo Sauve-toi, Bouc, sauve-toi.

## Trama
Danilo Ferret, detto Dan, è un bambino di Valnontey, sopra Cogne, figlio di un guardaparco del Gran Paradiso. Dopo aver visto i risultati degli scrutini di fine anno scolastico, s'incammina per raggiungere il padre in alta montagna e informarlo della propria promozione. Insieme trovano una stambecca con la zampa infilata in una tagliola lasciata da bracconieri, e lì vicino il suo cucciolo. Padre e figlio portano a casa i due animali, ma la madre è ridotta troppo male e muore poco dopo; rimane il cucciolo, di cui Dan si prende cura e che viene chiamato Bouc (da "bouc-castagn", nome valdostano dello stambecco). La guida alpina Barrett, molto ammirata da Dan per la sua competenza  e il suo coraggio, vorrebbe la struttura cartilaginosa che si trova nel cuore (la "croce del cuore") per farne un amuleto, ma l'ispettore del parco gliela nega perché il corpo deve restare integro per l'autopsia.
Qualche giorno dopo, mentre porta Bouc presso il laghetto del Lauson in compagnia di suo padre, dell'altro guardaparco Gay e di un biologo del parco, Dan assiste all'uccisione di uno stambecco da parte di un bracconiere e, subito dopo, a Barrett che si avventa sulla carcassa. Dan è scioccato perché crede di avere scoperto che il suo eroe sia un bracconiere; in realtà questi voleva solo impadronirsi della croce del cuore di una bestia già morta. Barrett si trova subito dopo a fronteggiare il vero bracconiere e, nella zuffa che ne segue, è aiutato da Dan, che ferisce il suo opponente.
Dopo che Bouc è stato svezzato, pur sapendo che ciò darà un dispiacere a suo figlio, il guardaparco Ferret porta lo stambecco in un branco di suoi simili sperando che una femmina che ha perso il suo cucciolo l'adotti. La prima volta lo stambecchino torna a casa dai Ferret, la seconda trova una madre adottiva.
All'inizio dell'ottobre del 1971, in concomitanza con l'apertura della stagione venatoria, i guardaparco scioperano per chiedere migliori condizioni di lavoro e di retribuzione. Per impedire che i cacciatori, regolari o di frodo, abbiano campo libero, molti volontari della Lega Anticaccia e altre associazioni raggiungono i monti per far fuggire gli animali. Anche Dan, preoccupato per Bouc, marina la scuola e si porta nel parco. Dapprima crede di riconoscere Bouc nel corpo di uno stambecco morto, poi si accompagna a Barrett nel suo giro di perlustrazione. Vede Bouc nel suo nuovo branco e viene colpito, fortunatamente non in modo grave, da uno sparo diretto a un animale; viene aiutato anche da bracconiere che stava assieme a quello che ha esploso il colpo e che si rivela essere Chantel, con cui Barrett s'era azzuffato in precedenza.
Durante l'inverno, Dan e suo padre vedono ancora Bouc e la madre adottiva e li salvano dalla morte per fame portando loro del fieno. A Pasqua si profila un altro sciopero, e quindi un'altra possibilità per i bracconieri di fare dei lauti bottini, ma la grande quantità di neve fresca caduta anche a bassa quota li spinge a desistere.

## Edizioni
- Carmen Pettoello Morrone, Scappa Bouc, scappa!, illustrazioni di Libico Maraja, La BUR dei ragazzi 427, Milano, Rizzoli, 1975.
- Carmen Pettoello Morrone, Scappa Bouc, scappa!, a cura di Giovanni Albertocchi, Leggere a scuola 19, Firenze, Sansoni, 1981.
- Carmen Pettoello Morrone, Scappa Bouc, scappa!, Fette di melone 14, Firenze, Sansoni, 1991, ISBN 88-383-1205-2.